# Nelsi Morais
Nelsi Morais (Santos, 22 de outubro de 1951) é um ex-futebolista brasileiro, que atuava como defensor e meio-campista.

## Carreira
Morais iniciou sua carreira no Santos, onde conquistou o Campeonato Paulista de 1973, empatado com Portuguesa. Ao todo, fez 55 partidas pelo clube e marcou 1 gol.
Na temporada de 1975, ele seguiu seu companheiro de equipe Pelé para os Estados Unidos, sendo contratado pelo New York Cosmos, uma franquia da NASL. Em 1º de outubro de 1977, Nelsi atuou pelo Cosmos na vitória de 2 a 1 sobre o Santos, no Giants Stadium, a qual foi a última partida de Pelé.
Durante seu tempo com o Cosmos, ele ganhou três campeonatos da NASL, em 1977, 1978 e 1980. Com o Cosmos, ele também jogou na North American Soccer League Indoor de 1981 a 1982, retornando ao clube depois de um ano após deixar os New Yorkers.
Em 1989 e 1990, ele jogou pelo New Jersey Eagles, primeiro na American Soccer League e depois na American Professional Soccer League.

## Títulos
Santos
- Campeonato Paulista: 1973

New York Cosmos
- Campeonato NASL: 1977, 1978 e 1980